# Ideale (macchina da caffè)

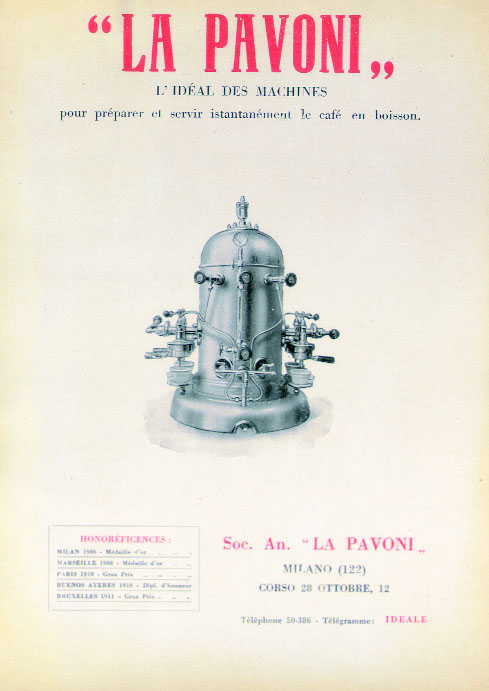
Libretto istruzioni modello “Ideale” in lingua francese, 1912

"Ideale" è il nome dato da Desiderio Pavoni, fondatore nel 1905 de La Pavoni S.p.a., alla prima macchina da caffè espresso da lui prodotta, su progetto acquistato nel 1902 da Luigi Bezzera.

## Storia
Prima della commercializzazione di questo prodotto esistevano macchine da caffè, per lo più destinate agli esercizi pubblici inglesi e tedeschi, che tramite una grossa caldaia dotata di beccuccio permettevano di avere acqua bollente alla quale aggiungere il caffè.
L'innovazione introdotta da Ideale fu di non fornire più solo l'acqua calda, necessaria alla preparazione della bevanda, ma restituire istantaneamente e velocemente un caffè già pronto da bere, forte e gustoso.
Il progetto della macchina, la prima a sviluppo verticale, appariva come un enorme cilindro con due rubinetti; questo cilindro era in realtà una macchina a vapore con una caldaia in ottone riscaldata e mantenuta costantemente in pressione da un fornello a gas posizionato sotto la caldaia e gruppi di distribuzione laterali ai quali venivano agganciati dei supporti all'interno dei quali era alloggiato il filtro per il caffè macinato.
Girando una manopola, l'acqua in ebollizione unita al vapore passava attraverso il caffè macinato contenuto nel filtro a una pressione di 1,5 atmosfere: un solo minuto di attesa ed il caffè colava direttamente all'interno delle tazzine, pronto per essere servito.